# Salvatore Gambardella
Salvatore Gambardella (Napoli, 17 novembre 1871 – Napoli, 29 dicembre 1913) è stato un musicista e paroliere italiano, considerato uno dei padri della canzone napoletana.

## Biografia
Figlio di un portinaio, nacque a Napoli il 17 novembre 1871 nel popolare quartiere di Montecalvario. Causa l'indigenza non frequentò alcuna scuola, ma appena ne ebbe l'età fu mandato a fare il garzone presso un fabbro. Ebbe la fortuna di avere un principale, un certo De Chiara, appassionato di musica, perciò oltre ad imparare il mestiere di fabbro ferraio imparò anche l'uso del mandolino, dimostrando un notevole talento musicale.
Si racconta che nel 1893, presso quella bottega di Piazza del Mercato, Gambardella incontrò il poeta Gennaro Ottaviano, entrato per chiedere al De Chiara una musica adatta ai versi che aveva scritto. Pare che Gambardella avesse composto su due piedi una melodia ad un tempo gioiosa e malinconica di ispirazione belliniana: 'O marenariello. La canzone venne presentata al maestro Raimondo Rossi, direttore dell'orchestra del Teatro Nuovo Politeama, e cantata quella sera stessa da Emilia Persico.
Più verosimile la storia secondo la quale la prima versione della canzone apparve nell'agosto 1893 su La tavola rotonda. In un primo momento i versi furono quelli di Diodato Del Gaizo, nella stesura definitiva furono sostituiti con quelli di Ottaviano.
Comunque si siano svolte le cose l'affare fu fatto dall'editore musicale Ferdinando Bideri, che acquistò per poche lire la canzone e che, da allora in poi, incaricò un musicista di trascrivere sul pentagramma le melodie da lui elaborate.
Grazie al suo straordinario talento, Gambardella lavorò con i maggiori poeti e parolieri dell'epoca: Ferdinando Russo, Eduardo di Capua, Salvatore Di Giacomo, Libero Bovio, Aniello Califano e Giuseppe Capaldo.
Tra i numerosi estimatori anche Giacomo Puccini, che apprezzandone il talento e in considerazione dello stato di indigenza in cui versava, gli regalò un pianoforte.
Salvatore Gambardella morì a soli quarantadue anni il 29 dicembre 1913, nella sua Napoli.
Alla sua biografia è stato dedicato un film, diretto da Guido Brignone ed il cui protagonista era interpretato da Carlo Giuffré: Quando tramonta il sole, del 1956.

## Canzoni
- 'O marenariello (1893, con versi di Diodato Del Gaizo poi rivisti da Gennaro Ottaviano)
- Furturella (1894, con i versi di Pasquale Cinquegrana)
- Raggio di sole (1895, con Ferdinando Russo)
- Serenatella nera (1903, con Eduardo di Capua)
- Quanno mammeta nun ce sta (1904, versi di Giovanni Capurro)
- Nun me guardate chiù (1905, con Ferdinando Russo)
- Quanno tramonta o sole (1911, con Ferdinando Russo)
- E trezze e Carulina (1895, con Salvatore Di Giacomo)
- Campagnola (1896, con Salvatore Di Giacomo) Secondo Cesarini questa canzone è stata musicata da M. P. Costa e non da S. Gambardella.
- Si chiagnere me siente (1907)
- Madama Chichierchia (1903, con Aniello Califano)
- Quanno Màmmeta nun ce sta (1904, con Giovanni Capurro)
- Lilì Kangy (1905, con Giovanni Capurro)
- Pusilleco addiruso (con Ernesto Murolo)
- Serenata a Surriento (1907, con Aniello Califano)
- Ninì Tirabusciò (1911, con versi di Aniello Califano)[2]
- L'arte d'o sole (? con Giuseppe Capaldo)
- Comme facette mammeta (1906 con Giuseppe Capaldo)[3]

## Film ispirati al personaggio
Quando tramonta il sole, regia di Guido Brignone (1956)